# Vale (Arcos de Valdevez)
Vale é uma freguesia portuguesa do município de Arcos de Valdevez, com 15,12 km² de área e 662 habitantes (censo de 2021). A sua densidade populacional é 43,8 hab./km².

## Demografia
A população registada nos censos foi:
| Distribuição da População por Grupos Etários | Distribuição da População por Grupos Etários | Distribuição da População por Grupos Etários | Distribuição da População por Grupos Etários | Distribuição da População por Grupos Etários |
| -------------------------------------------- | -------------------------------------------- | -------------------------------------------- | -------------------------------------------- | -------------------------------------------- |
| Ano                                          | 0-14 Anos                                    | 15-24 Anos                                   | 25-64 Anos                                   | > 65 Anos                                    |
| 2001                                         | 119                                          | 102                                          | 404                                          | 266                                          |
| 2011                                         | 90                                           | 60                                           | 346                                          | 280                                          |
| 2021                                         | 55                                           | 56                                           | 280                                          | 271                                          |